# Arkangel (álbum)
Arkangel es el álbum debut de la banda venezolana de heavy metal y hard rock Arkangel. Se publicó en el año 1981 y contiene diez canciones.
Originalmente publicado en formato LP y cassette, los temas N.º 1, 2, 3, 4, y 5 conforman el lado A; y los temas 10, 6, 7, 8, y 9 aparecen en el lado B del mismo, en ese mismo orden. 
Es el primero de los álbumes grabados y editados por Arkangel a través del sello discográfico "Color" (Corporación Los Ruices), y 	Este trabajo se grabó en el Estudio Intersonido de Caracas, Venezuela y fue producido por el extinto presentador radial y periodista Alfredo Escalante, quien además oficia de narrador a lo largo del disco.
Es considerado uno de los álbumes pioneros del heavy metal sudamericano.

## Lista de canciones
| Arkangel |                             |          |  |
| N.º      | Título                      | Duración |  |
| 1.       | «Vagón de la muerte»        |          |  |
| 2.       | «Libertad»                  |          |  |
| 3.       | «Loco por el rock and roll» |          |  |
| 4.       | «Barón rojo»                |          |  |
| 5.       | «Nada es eterno»            |          |  |
| 6.       | «Arkangel (Instrumental)»   |          |  |
| 7.       | «Hombre robot»              |          |  |
| 8.       | «Un niño nace»              |          |  |
| 9.       | «Asesino»                   |          |  |
| 10.      | «Héroes caídos»             |          |  |

## Músicos
- Paul Gillman - Vocalista
- Freddy Marshall - Guitarras y coros
- Giancarlo Picozzi - Guitarras y coros
- Giorgio Picozzi - Batería
- Breno Díaz - Bajo y coros

## Detalles técnicos
- Estudio de grabación: Intersonido, Caracas, Venezuela.
- Ingenieros de grabación y mezclas: Michael Chazet.
- Dibujo de la Portada: Mauricio Anton.
- Arte y Diseño: Alejandro Pérez.
- Fotografías: Carlos Sucre, Mayra Parra, y Fátima Parra.
- Producción: Corporación Los Ruices, y Alfredo Escalante.